# Ноєнштайн (Баден-Вюртемберг)
Ноєнштайн (нім. Neuenstein) — місто в Німеччині, знаходиться в землі Баден-Вюртемберг. Підпорядковується адміністративному округу Штутгарт. Входить до складу району Гоенлое.
Площа — 47,84 км2. Населення становить 6621 ос. (станом на 31 грудня 2020).